# Липартелиани, Варлам
Варла́м Липартелиа́ни (груз. ვარლამ ლიპარტელიანი, род. 27 февраля 1989 года) — грузинский дзюдоист, обладатель 3-го дана, серебряный призёр Олимпийских игр 2016, чемпион мира, многократный чемпион Европы, призёр Европейских игр.

## Биография
Родился в 1989 году в Лентехи.
- В 2008 году стал обладателем золотой медали чемпионата мира среди команд.
- В 2009 году стал серебряным призёром чемпионата Европы.
- На чемпионате Европы 2010 года завоевал серебряную медаль, а в командном первенстве стал обладателем золотой медали.
- На чемпионате Европы 2011 года получил бронзовые медали в личном и командном первенствах.
- На чемпионате Европы 2012 года стал обладателем золотых медалей и в личном, и в командном первенствах, а на Олимпийских играх в Лондоне занял 9-е место.
- В 2013 году завоевал серебряную медаль чемпионата Европы (получив при этом золотую в составе команды) и серебряную медаль чемпионата мира (опять же получив при этом золотую в составе команды).
- В 2014 году завоевал золотые медали чемпионата Европы в личном и командном первенствах, и бронзовые медали чемпионата мира в личном и командном первенствах.
- В 2015 году стал серебряным призёром Европейских игр.
- В 2016 году на Олимпийских играх в Рио-де-Жанейро, взял серебряную медаль Олимпийских игр
- В 2021 году стал серебряным призёром Чемпионата Европы в Лиссабоне.
- В 2021 году стал бронзовым призёром Чемпионата мира в Будапеште.
- В 2021 году на Oлимпийских играх в Tокио занял 5-e место

## Выступления на Олимпиадах
| Олимпиада           | Дисциплина               | Место   |
| ------------------- | ------------------------ | ------- |
| Лондон 2012         | дзюдо, мужчины до 90 кг  | 9 место |
| Рио-де-Жанейро 2016 | дзюдо, мужчины до 90 кг  | 2 место |
| Токио 2020          | дзюдо, мужчины до 100 кг | 5 место |